# ジェーン・バネット
ジェーン・バネット（Jane Bunnett、OC、1956年10月22日 - ）は、カナダのミュージシャン、教育者。ソプラノ・サクソフォーン奏者、フルート奏者、バンドリーダーである彼女は、特にアフロ・キューバン・ジャズの演奏で知られている。定期的にキューバを訪れ、キューバのミュージシャンと共演している。

## 生い立ちと教育
彼女は「クラシックのピアニストとして始まり……20歳の時にジャズへ、そしてフルート、ソプラノ・サクソフォーンへ」とキャリアを追求するなかで、楽器を変えてきた。

## キャリア
バネットは、全員女性のアフロ・キューバ人/ジャズ・グループ、マケケ (Maqueque)を結成し、率いている。他のメンバーは、ダナエ・オラノ（ボーカル、ピアノ）、イーシー・ガルシア（ドラム）、マグデリス・サヴィーン（ボーカル、バタ・ドラム、コンガ）、エリザベス・ロドリゲス（ボーカル、ヴァイオリン）、セリア・ヒメネス（ボーカル、ベース）。このグループはジュノー賞（デビューCDにより、2014年の最優秀グループ・ジャズ・アルバム・オブ・ザ・イヤー）を1回受賞し、グラミー賞に2回ノミネートされており、バネット自身もさらに4回のジュノー賞を受賞している。

## 栄誉と賞
2004年、バネットはカナダ勲章の士官に任命された。この勲章は「国または人類全体への顕著な功績と貢献に対して」カナダ国民に与えられる、カナダで民間人に与えられる最高の栄誉である。

## 私生活
バネットは、ミュージシャンでトランペッターのラリー・クレイマーと結婚している。彼らはトロントに住んでいるが、30年以上にわたって音楽のコラボレーションのためにキューバを訪れている。
バネットは社会活動家でもある。

## ディスコグラフィ

### リーダー・アルバム
- In Dew Time (1988年) ※with ドン・プーレン、デューイ・レッドマン
- New York Duets (1989年) ※with ドン・プーレン
- Live at Sweet Basil (1990年) ※ジェーン・バネット・クインテット名義
- Spirits of Havana (1991年)
- The Water is Wide (1993年) ※with ドン・プーレン、ジャンヌ・リー、シーラ・ジョーダン
- 『ダブル・タイム』 - Double Time (1994年) ※with ポール・ブレイ
- Rendez-Vous Brazil Cuba (1995年)
- Jane Bunnett and the Cuban Piano Masters (1996年)
- Havana Flute Summit (1997年) ※Various Artists
- 『チャマロンゴ』 - Chamalongo (1997年) ※ジェーン・バネット&ザ・スピリッツ・オブ・ハバナ名義
- Ritmo + Soul (2000年) ※ジェーン・バネット&ザ・スピリッツ・オブ・ハバナ名義
- Alma de Santiago (2001年)
- 『スピリチュアルズ&ディディケイションズ』 - Spirituals and Dedications (2002年) ※with スタンリー・カウエル、デューイ・レッドマン
- Cuban Odyssey (2002年)
- Red Dragonfly (Aka Tombo) (2004年)
- Radio Guantanamo (Guantanamo Blues Project Vol. 1) (2006年)
- Embracing Voices (2008年)
- Jane Bunnett & Maqueque (2014年) ※ジェーン・バネット&マケケ名義
- Oddara (2016年) ※ジェーン・バネット&マケケ名義
- 『オン・ファーム・グラウンド : ティエラ・フィルメ』 - On Firm Ground/Tierra Firme (2019年) ※ジェーン・バネット&マケケ名義